# Evita (album, 1976)
Evita je konceptuální album vydané v roce 1976 v produkci Andrew Webbera a Tima Rice. Po úspěchu Jesus Christ Superstar z roku 1970 Lloyd Webber a Rice se vrátili k formě alba pro muzikál Evita. Album bylo nahráno v Olympic Studios v Londýně od dubna do října 1976